# Rio Jacaré-Guaçu
O rio Jacaré-Guaçu, antigo rio Jacaré Grande, é um rio brasileiro do estado de São Paulo.
Afluente norte do rio Tietê, possui onze afluentes. Nasce na confluência do Ribeirão Feijão com o rio do Lobo logo abaixo da barragem da Represa do Broa na divisa dos municípios de Itirapina com São Carlos. Atravessa os municípios de Itirapina, São Carlos, Ribeirão Bonito, Araraquara, Boa Esperança do Sul, Gavião Peixoto, Nova Europa, Tabatinga e deságua na margem direita do rio Tietê dentro do município de Ibitinga. De acordo com estudo conjunto da USP, UNICAMP e UNIFESP sua formação seria bastante antiga: o inicio da deposição dos sedimentos de sua planície fluvial seria anterior a 100 mil anos atrás, e a formação da paisagem atual teria sido influenciada por múltiplas mudanças climáticas e oscilações da posição, vazão e largura do rio ao longo do tempo 
Destaca-se por ter em suas margens o sítio arqueológico considerado como o mais antigo do estado (sítio lítico Boa Esperança II, com cerca de 2 mil artefatos de pedra lascada registrados), situado entre os municípios de Araraquara e Boa Esperança do Sul, com idade de 14.500 anos Antes do Presente.